# Rutewka pojedyncza
Rutewka pojedyncza (Thalictrum simplex L.) – gatunek rośliny należący do rodziny jaskrowatych. Rośnie dziko w Europie i na obszarach Azji o umiarkowanym klimacie. W Polsce jest rzadka, występuje głównie we wschodniej części kraju.

## Morfologia
ŁodygaWzniesiona, o wysokości 30–70(100) cm, bruzdowana. Pod ziemią długie, czołgające się kłącze.
LiściePodwójnie pierzaste, o długości wyraźnie większej od szerokości. Listki w zarysie mają kształt od podługowatego przez klinowaty do lancetowatego. Listki dolnych liści są klinowate, 3-wrębne, a wręby są całobrzegie lub 2-3-ząbkowe. Listki górnych liści zazwyczaj całobrzegie, lancetowate lub równowąskie.
KwiatyZebrane w wąską, stożkowatą wiechę z krótkimi, skierowanymi skośnie do góry gałązkami. Kwiaty początkowo zwieszone, potem wyprostowane i wzniesione. Okwiat zielony, pręciki liliowe o równowąskich, zwieszonych nitkach i zaostrzonych pylnikach.
OwocZbiorowy, złożony z podłużnie bruzdowanych, siedzących orzeszków. Zazwyczaj jest 8 bruzd na orzeszku.

## Biologia i ekologia
Bylina, kwitnie od czerwca do sierpnia. Zasiedla torfiaste łąki, wilgotne lasy liściaste, miedze. Gatunek charakterystyczny dla związku (All) Cirsio-Brachypodion pinnati i  Ass. Seslerio-Scorzoneterum (lokalnie). 
Liczba chromosomów 2n = 56. Roślina trująca
Gatunek zmienny morfologicznie. Wyróżniono w jego obrębie kilka odmian i podgatunków:
- Thalictrum simplex var. affine (Ledeb.) Regel
- Thalictrum simplex subsp. boreale (F.Nyl.) Á.Löve & D.Löve
- Thalictrum simplex subsp. galioides (DC.) Korsh.
- Thalictrum simplex subsp. gallicum (Rouy & Foucaud) Tutin
- Thalictrum simplex subsp. rhodopaeum (Rech.f.) Panov ex S.Kožuharov & Petrova
- Thalictrum simplex subsp. tenuifolium (Hartm.) Sterner

## Zagrożenia i ochrona
Umieszczona na polskiej czerwonej liście w kategorii VU (narażony).